# Ingoldmells
Ingoldmells är en ort och civil parish i Storbritannien.   Den ligger i grevskapet Lincolnshire och riksdelen England, i den sydöstra delen av landet, 190 km norr om huvudstaden London. Ingoldmells ligger 3 meter över havet och antalet invånare är 3 975.
Terrängen runt Ingoldmells är mycket platt. Havet är nära Ingoldmells österut.  Närmaste större samhälle är Skegness, 5,6 km söder om Ingoldmells. Trakten runt Ingoldmells består till största delen av jordbruksmark.